# La buena esposa (novela)
La buena esposa es la octava novela de Olalla García, publicada en 2022. Relato histórico sobre los maltratos sufridos por Francisca de Pedraza de parte de su esposo, hasta conseguir legalmente por primera vez en España la separación matrimonial en 1624.

## Argumento
Narra la vida de un personaje histórico, Francisca de Pedraza, y por extensión, la difícil situación familiar, laboral y legal de las mujeres en la España de principios del siglo XVII. Francisca, huérfana de padre y madre, se cría en el convento de San Juan de la Penitencia de Alcalá de Henares. Con 15 años la desposan con Jerónimo de Jaras, un maltratador físico y psicológico, que la atormenta y hace malvivir a ella y a sus dos hijos, incluso provocándole un aborto de una paliza. Pero Francisca busca defenderse legalmente y pleitea en 1618 en la Audiencia Civil ante el corregidor de la villa, en 1620 y 1622 ante los tribunales eclesiásticos de la Audiencia Arzobispal que defienden el vínculo sagrado e indisoluble del matrimonio, y finalmente, en la justicia escolástica ante el rector de la Universidad de Alcalá en 1624. Tardó 11 año en conseguir la separación matrimonial y una orden de alejamiento a su cruel marido por malos tratos.

## Personajes principales
En este relato novelado se intercalan 37 personajes históricos y 16 ficticios, todos ellos con mentalidad y vivencias propias del siglo XVII en España. Entre los personajes históricos destacan:
- Francisca de Pedraza: huérfana, desposada con un maltratador, que lucha legalmente por su supervivencia y la de sus hijos.
- Jerónimo de Jaras: esposo de Francisca. Cruel y de trato brutal.
- Bartolomé de Alcocer: procurador que facilita asesoría legal.
- Ana García: junto con Clara Huertas, sus mejores amigas. Acogen a Francisca en sus peores momentos.
- Álvaro de Ayala: rector de la Universidad de Alcalá que imparte justicia escolástica.
- Cristóbal González: cura y confesor de Francisca. La orienta a sufrir como esposa el sagrado sacramento del matrimonio.

## Estructura
Esta novela está dividida en siete partes, con 28 capítulos en total. Tiene la originalidad de que cada capítulo está contado en primera persona, y cuyo título indica el nombre del personaje narrador: Ana, Clara, Francisca, Bartolomé de Alcocer y Álvaro de Ayala. 
- Primera parte (1610–1612): 3 capítulos.
- Segunda parte (1613–1614): 5 capítulos.
- Tercera parte (1615–1618): 4 capítulos.
- Cuarta parte (1619–1620): 4 capítulos.
- Quinta parte (1621–1622): 4 capítulos.
- Sexta parte (enero de 1623–febrero de 1624): 4 capítulos.
- Séptima parte (febrero de 1624–abril de 1625): 4 capítulos.

Además, contiene tres anexos a modo de apuntes históricos: 
- Francisca de Pedraza y su tiempo
- Personajes. Es un listado con una breve reseña de las personas, tanto históricas como ficticias, que aparecen en la novela.
- Agradecimientos.

## Frases significativas

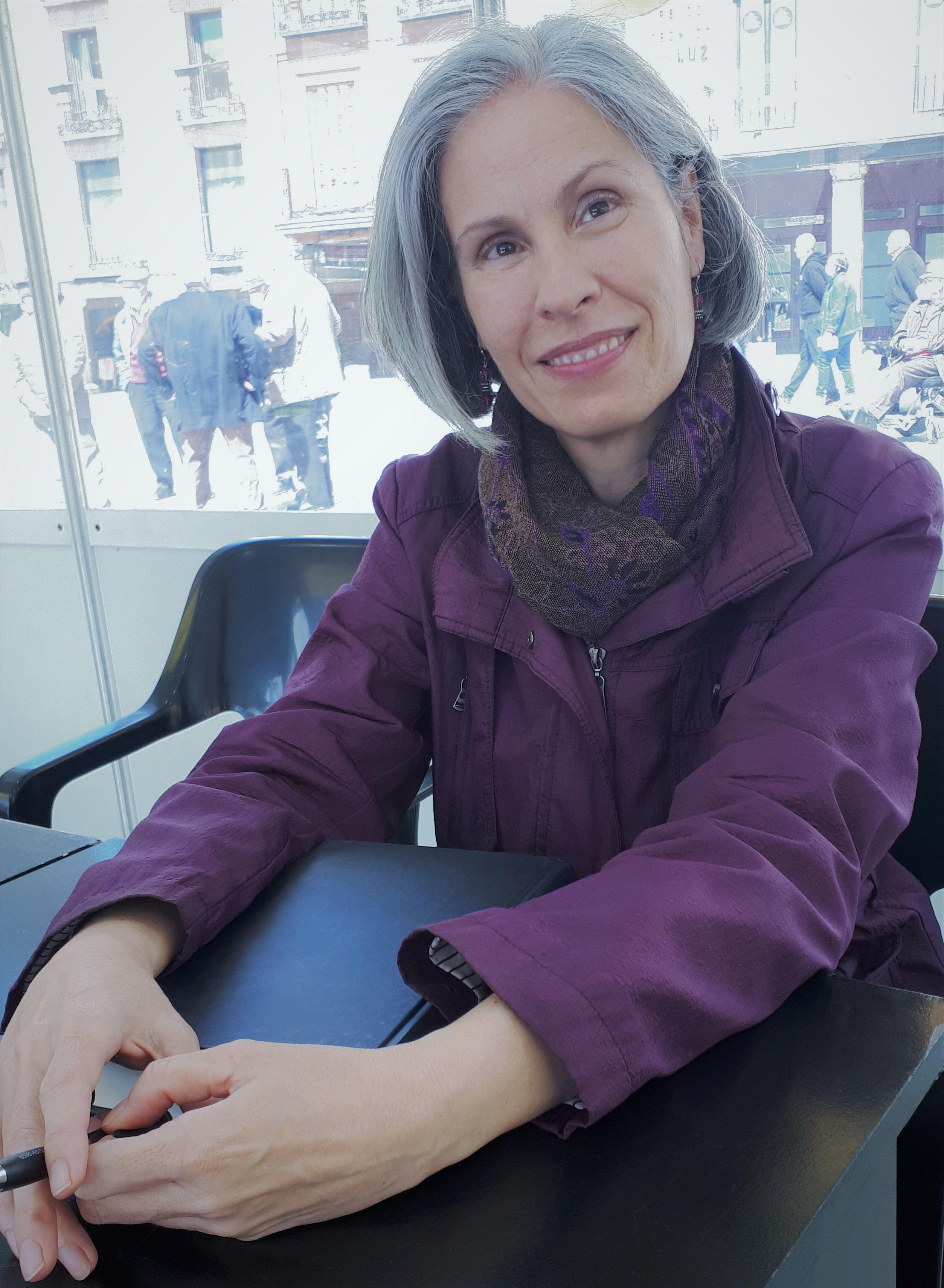
Olalla García, la autora del libro.

- "Estás unida a tu esposo por un vínculos divino. Tu deber es permanecer a su lado, ocurra lo que ocurra."
- "Mi marido me pega, pero lo normal."
- "Todos veían, todos callaban, todos permitían que aquellas atrocidades se produjeran, sin hacer nada por evitarlas."
- "Si el mayor orgullo de una hembra es dar la vida, a veces pareciera que el mayor orgullo de los varones es quitarla."
- "La justicia es un traje que se corta a medida de los grandes."
- "La justicia es caprichosa, como la suerte, y que no favorece a quien la teme, sino a quien sabe cómo emplearla."
- "Pretextos nunca faltan para librar al verdadero culpable y condenar a la víctima."
- "Hay injusticias que suponen una mancha para todos, por mucho que se den en carne ajena."
- "Un buen juez ha de actuar de manera imparcial. No por eso deja de tener sentimientos ni preferencias, aunque deba apartarlos para impartir justicia."
- La primera lección: "Atender a lo que diga la paciente, y hacer siempre lo mejor para ella."
- "Todo hombre aspira a dejar un legado. Algo por lo que se le recuerde y admire cuando él ya no está."
- "Hay metas por las que merece la pena intentarlo todo, arriesgarlo todo. Y no flaquear, por mucho que la lucha nos vapulee una vez y otra y otra. No asumamos que lo malo es inevitable tan solo porque nos da miedo tener esperanza."